# Acordo de Tidö
O Acordo de Tidö (em sueco: Tidöavtalet) foi um acordo político subscrito pelos 4 partidos de direita do Parlamento da Suécia (Riksdagen) - Partido Moderado, Democratas-Cristãos, Liberais e Democratas da Suécia -  visando viabilizar a nomeação de Ulf Kristersson, do Partido Moderado, como Primeiro-ministro da Suécia e a indigitação do Governo Kristersson – constituído pelo Partido Moderado, pelos Democratas-Cristãos e pelos Liberais, na sequência dos resultados das eleições legislativas de 2022.

O pacto foi tornado público em 14 de outubro de 2022, e o seu nome alude ao Castelo de Tidö, na província histórica da Västmanland, onde os quatro líderes partidários assinaram o referido acordo.